# Sorex leucogaster
Sorex leucogaster — вид роду мідиць (Sorex) родини мідицевих.

## Поширення
Цей вид, імовірно, обмежується островом Парамушир, разом із півднем Камчатського півострова, Росія. Населяє чагарники біля річок.

## Відтворення
Розмножується один раз на рік, розмір виводку становить до 11.

## Загрози та охорона
Цей вид зустрічається в зоні, якій загрожує людське вторгнення.